# Eva Emmelina Seelig
Eva Emmelina „Emmy“ Seelig (* 28. April 1858 in Düsseldorf, Preußen; † 14. Februar 1930 in Amsterdam) war eine niederländische Malerin, Aquarellistin und Zeichnerin.

## Leben und Werk
Emmy Seelig begann 1873 mit dem Malen. Sie wurde in Mannheim von Professor Dünkel und in den Niederlanden von Nicolaas Bastert ausgebildet. Henriëtte Addicks gab ihr Unterricht im Modellieren. Seelig wurde 1876 Niederländerin. Sie heiratete H. J. Seelig und wirkte bis zu ihrem Tod in Amsterdam. Im Jahr 1914 ist sie in Heemstede nachgewiesen.
Seelig malte Landschaften und Stillleben. Sie zeigte 1913 bei der Sammelausstellung De Vrouw 1813–1913 ihre Werke. Piet Mondrian entwarf um 1905 zwei Exlibris für sie.

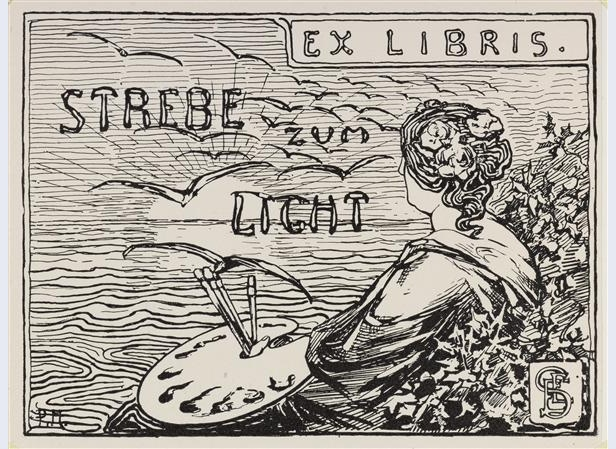
Exlibris: „Strebe zum Licht“
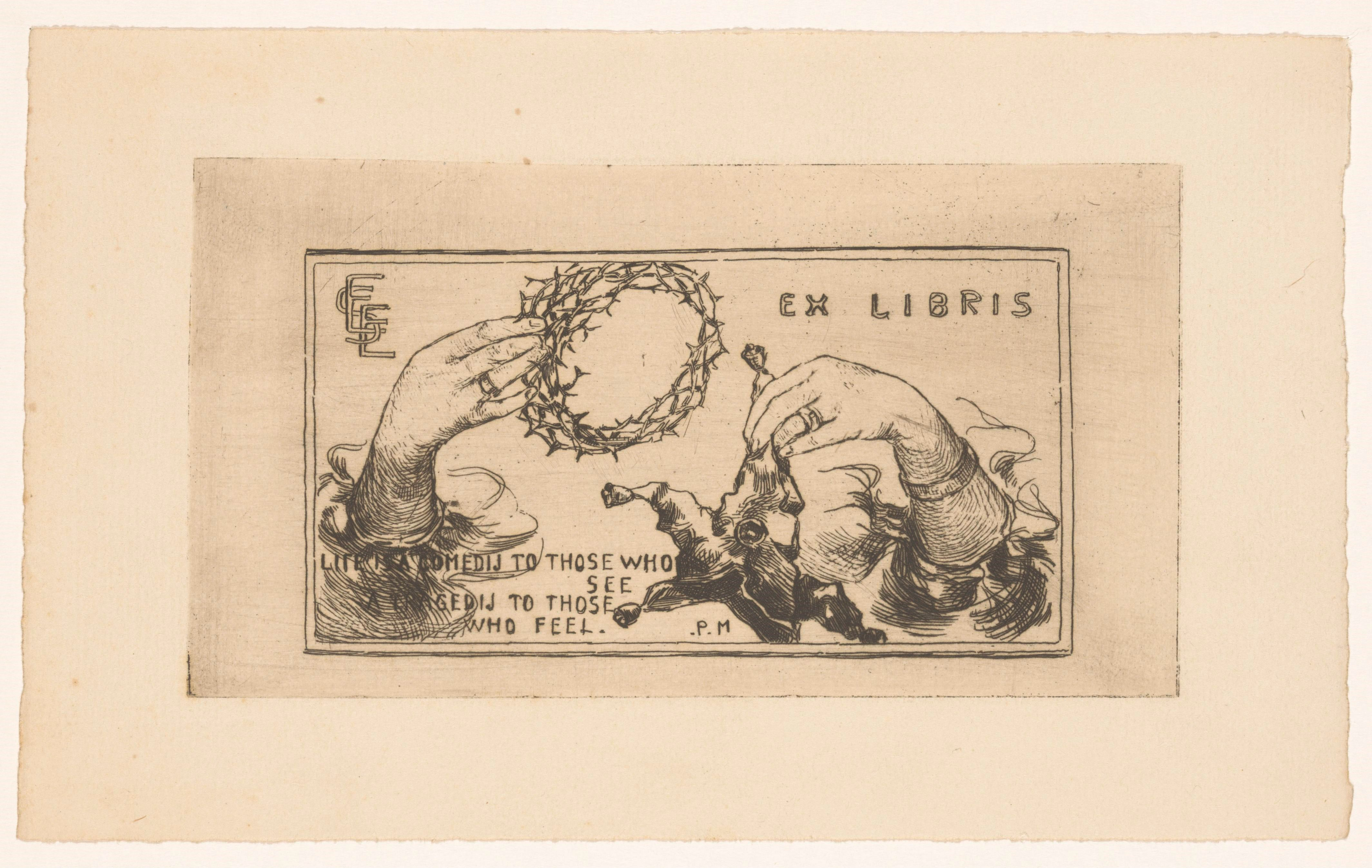
Exlibris: „Life is a comedy to those who/ see/ a tragedy to those/ who feel“

## Belege
1. 1 2  Eva Emmelina Seelig. Biografische Daten und Werke im Niederländischen Institut für Kunstgeschichte (niederländisch)

| Personendaten    | Personendaten                                         |
| ---------------- | ----------------------------------------------------- |
| NAME             | Seelig, Eva Emmelina                                  |
| ALTERNATIVNAMEN  | Seelig, Emmy; Seelig-Seelig, Emmy (Ehename)           |
| KURZBESCHREIBUNG | niederländische Malerin, Aquarellistin und Zeichnerin |
| GEBURTSDATUM     | 28. April 1858                                        |
| GEBURTSORT       | Düsseldorf, Preußen                                   |
| STERBEDATUM      | 14. Februar 1930                                      |
| STERBEORT        | Amsterdam, Niederlande                                |